# Rajery
Rajery, właśc. Germain Randrianarisoa (ur. 1964 lub 1965 w Ambohimanga) – malgaski muzyk grający na instrumencie valiha oraz wokalista, zwany „księciem valihy”. Członek zespołu 3MA.

## Życiorys
Wyrastał w rodzinie o tradycjach muzycznych. Jako niemowlę stracił palce prawej dłoni. Nieszczęście to wiąże z działaniem czarów i konkretnym wydarzeniem, kiedy w wieku 11 miesięcy został zabrany na ceremonię weselną; według jego relacji podano mu wtedy kawałek zatrutego mięsa.
W wieku 14 lat został wysłany do szkoły w Antananarywie. W stolicy zainteresował się grą na instrumencie valiha. Kształcił się jako samouk, początkowo ćwicząc potajemnie. W końcu został zauważony przez lokalnego muzyka, który poszukiwał osoby grającej na valiha; okazało się to przełomem w jego życiu i karierze. W 1983 r. rozpoczął występy z grupą Tsilavina. Wówczas miał możliwość zgłębienia różnych stylów gry na instrumencie, a w 1986 r. zsyntetyzował je w swój autorski styl, który zaczął promować. Rajery spotykał się z drwinami ze strony części rówieśników, ponieważ valiha zazwyczaj wymaga sprawności obu rąk. Rajery zdołał jednak wypracować własną technikę posługiwania się instrumentem.
W 1991 r. założył orkiestrę Akombaliha. Działalność grupy przyczyniła się do rewitalizacji tego stylu muzyki malgaskiej. Skład formacji rozrósł się do 23 muzyków grających głównie na valiha. W 1994 r. zainicjował coroczny festiwal Fanamby, któremu przyświeca m.in. idea unowocześnienia repertuaru instrumentu.
W swojej działalności Rajery akcentuje znaczenie muzyki w terapii osób z niepełnosprawnościami; w swojej filozofii podkreśla związek muzyki ze zdrowiem i duchowością.
W 1999 r. rozpoczął karierę międzynarodową, wydając swój debiutancki album pt. Dorotanety. W 2001 r. ukazał się jego drugi album pt. Fanamby. W 2002 r. został laureatem Prix RFI Musiques du monde. Kolejnym znaczącym sukcesem stało się wydawnictwo Sofera z 2007 r., które ugruntowało pozycję muzyka na arenie światowej.
W 2006 r. znalazł się w składzie projektu 3MA, który tworzy trzech muzyków z Afryki; ich debiutancki album wyszedł w 2008 r.

## Dyskografia
- 1999: Dorotanety (Indigo/Label Bleu)[2]
- 2001: Fanamby (Indigo/Label Bleu)[2]
- 2007: Sofera (Marabi)[2]
- 2008: Rajery, Ballaké Sissoko & Driss El Maloumi (Contre-Jour, 3MA)[2]
- 2017: Anarouz (Mad Minute Music, 3MA)[2]